# Воластонит
Воластонит е минерал от клас силикати, представляващ природен силикат с химическа формула Ca3(Si3O9).

## Свойства
Цветът на воластонита е бял със сив или кафяв оттенък. Минерала е химически чист, съдържа незначително количество примеси под формата на окиси манган, желязо и титан. Минералът е наречен така в чест на английския химик Уилям Уоластън. Днес широко се използва в САЩ, Китай, и други страни като заместител на вредния за здравето азбест. Докато влакната на азбеста могат да предизвикат рак, то влакната на воластонита не представляват риск за здравето, защото в рамките на няколко дена се разтварят в организма. Воластонитът се използва като добавка-пълнител в пластмасите, в цветната металургия, в производството на гуми, на керамика, производство на спирачни накладки, плъзгащи лагери, при антикорозионни покрития. Влиза в топлоизолационната обшивка на космическия кораб „Буран“.
Люспите на воластонита са бели, твърдостта му по скалата на Моос е 4.5 до 5 и специфичното му тегло е 2.87 до 3.09 и точката на топене около 1540 °C.

## Производство
Годишното производство на воластонита се оценява на 600 – 1000 хиляди тона.
Може да се произвежда и синтетичен воластанит.